# Puchar Świata w Zapasach 1996
Zawody Pucharu Świata w 1996 roku
- w stylu klasycznym mężczyzn rywalizowano pomiędzy 7-8 listopada w Teheranie w Iranie,
- w stylu wolnym mężczyzn w dniach 9 i 10 listopada w Colorado Springs w USA.

## Styl klasyczny

### Ostateczna kolejność drużynowa
| Poz. | Państwo           |
| ---- | ----------------- |
|      | Kuba              |
|      | Rosja             |
|      | Stany Zjednoczone |
| 4.   | Korea Południowa  |
| 5.   | Stany Zjednoczone |

### Klasyfikacja indywidualna
| Waga   |                         |                    |                      | 4              | 5               |
| ------ | ----------------------- | ------------------ | -------------------- | -------------- | --------------- |
| 48 kg  | Sim Gwon-ho             | Wilber Sánchez     | Sergej Sanin         | Eric Wetzel    | Mark Yanagihara |
| 52 kg  | Shawn Sheldon           | Boris Ambarcumow   | Lázaro Rivas         | Ha Tae-yeon    | Lefere Schering |
| 57 kg  | Luis Sarmiento          | Oleg Niemczenko    | Park Chi-ho          | Broderick Lee  | Duaine Martin   |
| 62 kg  | Kevin Bracken           | Nikołaj Monow      | Juan Luis Marén      | Jim Gruenwald  | Lee Sang-bum    |
| 68 kg  | Son Sang-pil            | Liubal Colás       | Aleksandr Trietjakow | Chris Saba     | Keith Wilson    |
| 74 kg  | Matt Lindland           | Filiberto Ascuy    | Kim Jin-su           | Andrej Sajenko | T.C. Dantzler   |
| 82 kg  | Anatoli Sartakov        | Dan Henderson      | Alexei Banes         | Dan Niebuhr    | ----            |
| 90 kg  | Kevin Vogel             | Aleksiej Czegłakow | Reynaldo Peña        | David Dean     | Kim Suk         |
| 100 kg | Tejmuraz Ediszeraszwili | Fernando Jourdain  | Daniel Hicks         | Choi Mu-bae    | Ray Brinzer     |
| 130 kg | Rulon Gardner           | Héctor Milián      | Aleksiej Kolesnikow  | Jeffrey Green  | Yang Young-jin  |

## Styl wolny

### Ostateczna kolejność drużynowa
| Poz. | Państwo    |
| ---- | ---------- |
|      | Iran       |
|      | Kuba       |
|      | Uzbekistan |
| 4.   | Rosja      |

### Klasyfikacja indywidualna
| Waga   |                             |                   |                    | 4                       | 5          |
| ------ | --------------------------- | ----------------- | ------------------ | ----------------------- | ---------- |
| 48 kg  | Alexis Vila                 | Babak Nurzad      | A.Serbiguchjew     | Sherzod Yoʻldoshev      | ----       |
| 52 kg  | Behnam Tajjebi              | Adhamjon Ochilov  | Aldo Martínez      | D.Samsuev               | ----       |
| 57 kg  | Ali Akbar Dodange           | Yoendri Albear    | Damir Zachartdinow | Sauddin Baev            | I.Lakhenov |
| 62 kg  | Ramil Isłamow               | Mehdi Kaveh       | Carlos Ortíz       | Zelimchan Achmadow      | ----       |
| 68 kg  | Igor Kupiejew               | Amir Tawakkolijan | Yosvany Sánchez    | Shehizomiz Osmanov      | ----       |
| 74 kg  | Sajgid Katinowasow          | Adem Bereket      | Daniel González    | Abolfazl Zeinalnia      | Isa Momeni |
| 82 kg  | Rusłan Chinczagow           | Ariel Ramos       | Ali Reza Hejdari   | A.Bogiev                | ----       |
| 90 kg  | Kuramagomied Kuramagomiedow | Abdorreza Karegar | Sosłan Frajew      | Miguel Molina Dominguez | ----       |
| 100 kg | Wilfredo Morales            | Wadym Tasojew     | Ali Reza Rezaji    | Kashim Khakimow         | ----       |
| 130 kg | Ebrahim Mehraban            | Alexis Rodríguez  | O.Korpiakov        | Shermuhammad Qoʻziyev   | ----       |